# شهرستان امانوئل (جورجیا)
شهرستان امانوئل، جورجیا (به انگلیسی: Emanuel County, Georgia) یک سکونتگاه مسکونی در ایالات متحده آمریکا است که در جورجیا واقع شده‌است.